# Sar Şāleḩ Kūtāh
Sar Şāleḩ Kūtāh (persiska: سَلِه كُّتَه, سَر صالِح كوتاه, صالِح كوتاه) är en ort i Iran.   Den ligger i provinsen Chahar Mahal och Bakhtiari, i den centrala delen av landet, 400 km söder om huvudstaden Teheran. Sar Şāleḩ Kūtāh ligger 1 948 meter över havet och antalet invånare är 458.
Terrängen runt Sar Şāleḩ Kūtāh är huvudsakligen bergig, men den allra närmaste omgivningen är kuperad. Runt Sar Şāleḩ Kūtāh är det glesbefolkat, med 14 invånare per kvadratkilometer. Närmaste större samhälle är Khūyeh-ye Soflá, 2,2 km sydost om Sar Şāleḩ Kūtāh. Trakten runt Sar Şāleḩ Kūtāh består i huvudsak av gräsmarker.